# Göttingerode
Göttingerode [ˈgœ.tɪŋə.ˌʁoːdə] (von altsächsisch Gotingeroth; gelegentlich mit Vorsatz: Siedlung Göttingerode, Oker-Mundart Jettchenrue) ist ein Ortsteil der niedersächsischen Stadt Bad Harzburg am Nordrand des Harzes. 
Der Ort wurde 1935 als Bergarbeitersiedlung für die Eisenerzgrube Hansa auf dem Gebiet der Gemeinde Harlingerode gegründet und fiel 1972 mit der Gebietsreform an die Stadt Bad Harzburg. Der Name des Ortes leitet sich von der nahegelegenen Wüstung Göttingerode ab. Von überregionaler Bedeutung ist der einstige Kalksteinbruch Langenberg an der Grenze zu Harlingerode durch seine Beispielhaftigkeit für die Nordharzrandverwerfung und den Fund des Europasaurus holgeri.

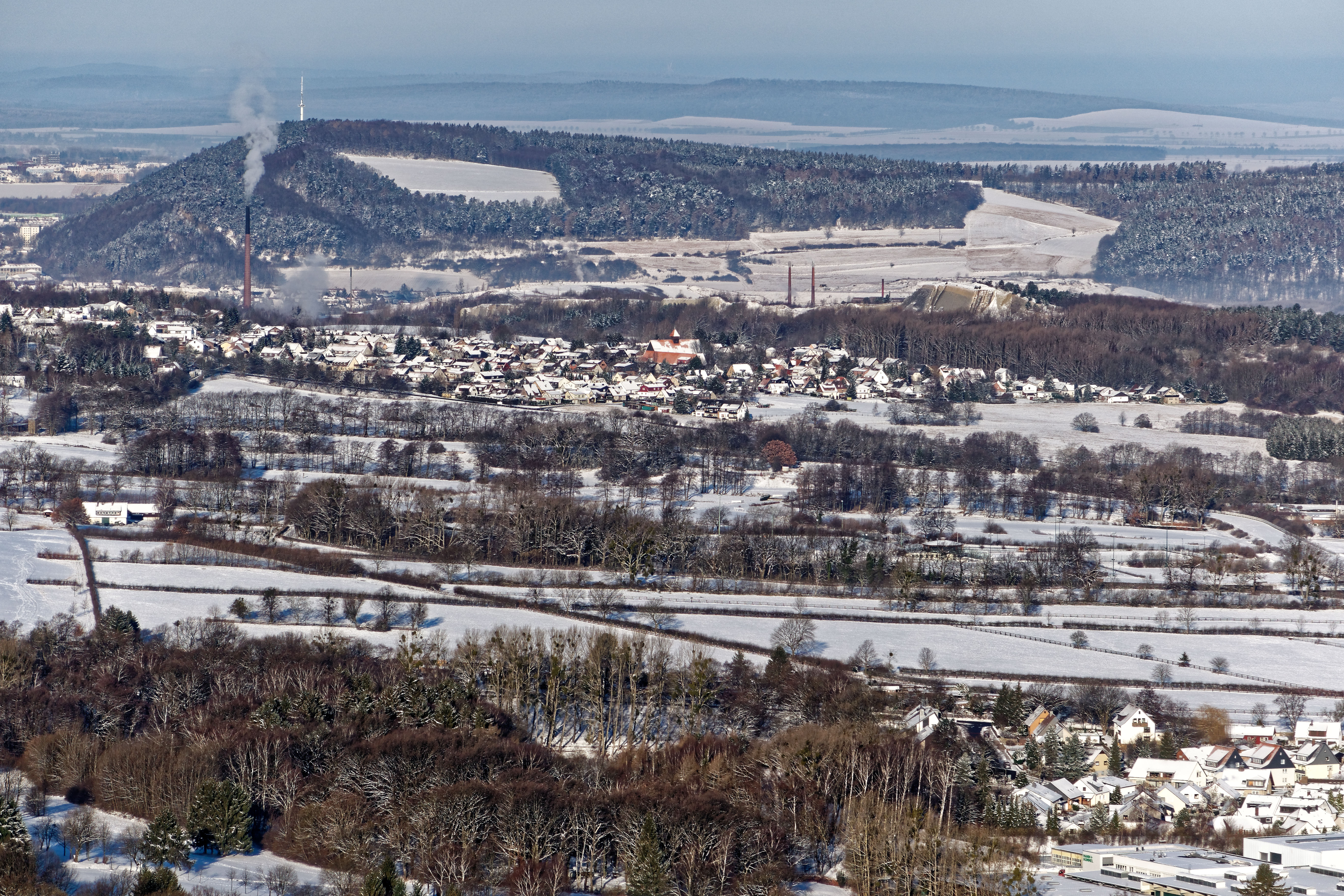
Blick vom Großen Burgberg auf Göttingerode

## Geographie
In der Statistik werden Göttingerode 135 Hektar – genauer, die Harlingeröder Feldmark südlich des Langenbergs als Flur zugewiesen. Durch die geologisch markante Position zwischen dem Hochgebirge des Harzes und der unmittelbaren Vorlandschaft ist Göttingerode geologisch außergewöhnlich gut untersucht.

### Lage und Nachbarorte
Göttingerode liegt nordwestlich des Bad Harzburger Kernbereichs in einer Tallage zwischen dem Langenberg im Norden, Oker und Tönneckenkopf im Westen, dem Goldberg im Süden und Schlewecke im Osten.
|             | Harlingerode                                | Westerode             |
| Oker Goslar | Kompassrose, die auf Nachbargemeinden zeigt | Schlewecke            |
|             |                                             | Bündheim Bad Harzburg |

Der Ausblick auf den Kalksteinbruch Langenberg ist neben dem Harz ein markantes Merkmal der Göttingeröder Landschaft.

### Geologie und Gewässer

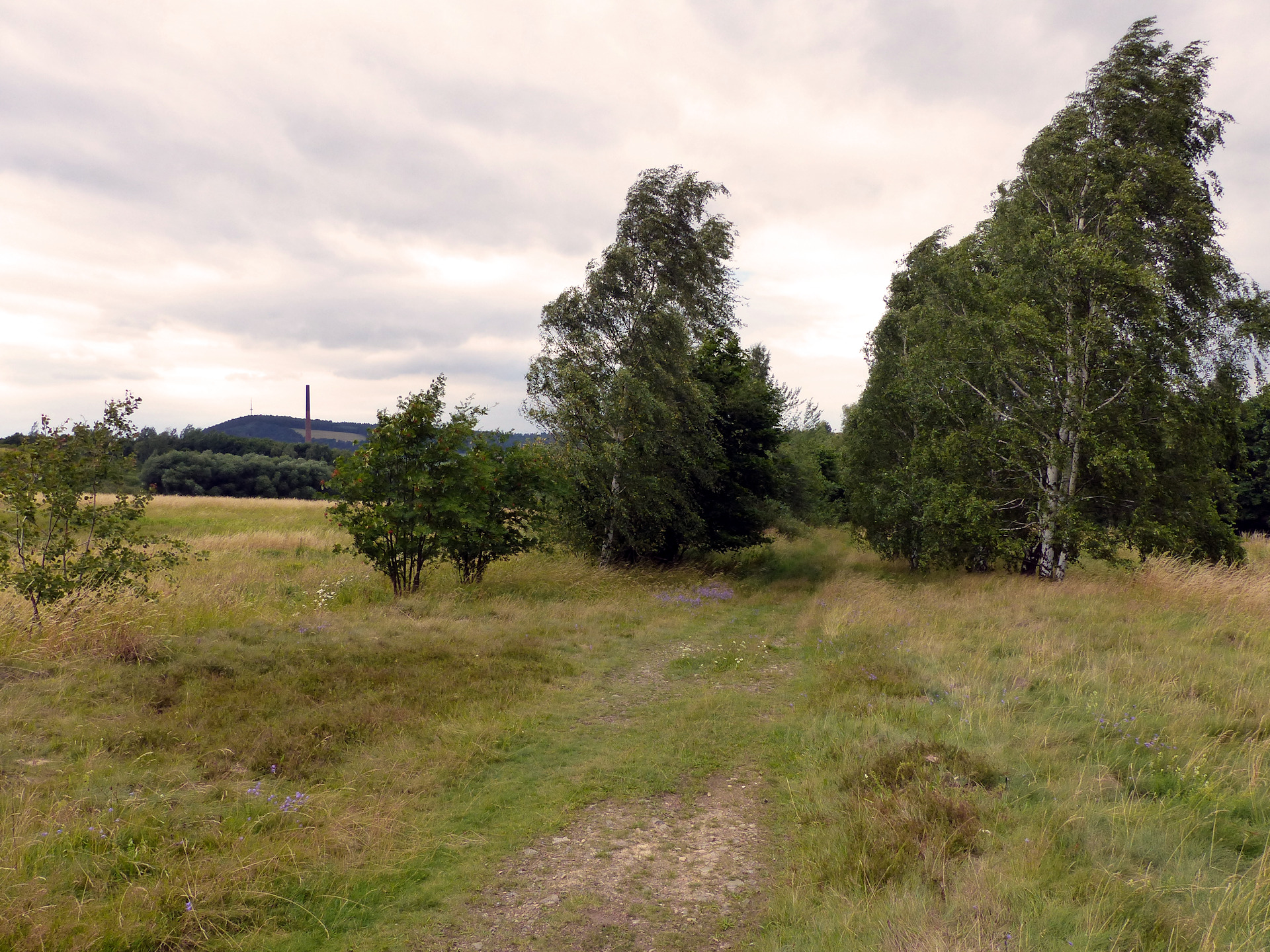
Naturschutzgebiet Tönneckenkopf–Röseckenbach im Westen

Die Böden in Göttingerode sind geologisch von Kahleberg-Sandstein aus dem Keuper im Süden geprägt, während jurassischer Kalkstein prägend für den nördlichen Teil der kleinen Gemarkung ist. Die Nordharzrandverwerfung, die zugleich die Grenze zum Norddeutschen Tiefland darstellt, beginnt südlich des Tönneckenkopfes, der sich durch Muschelkalk auszeichnet. Aus dem Harz fließen mehrere Bäche ein, von denen die nach Nordosten in die Radau fließende Gläsecke und der nach Nordwesten in die Oker fließende Röseckenbach von größter Wichtigkeit sind.
Die ehemaligen oolithischen Eisenerzvorkommen wurden bis 1960 weitestgehend abgeteuft, sie wurden im Norden des Ortsgebiets von der Grube Hansa abgebaut und unter anderem an die in Westerode liegende Mathildenhütte abtransportiert.

### Biotope und Naturschutz
Westlich von Göttingerode liegt das Naturschutzgebiet Tönneckenkopf–Röseckenbach, das die Flussaue des Röseckenbachs und das Areal des Tönneckenkopfs umfasst und durch zwei Feldwege erschlossen ist. Im Norden hat Göttingerode zudem Anteil am Naturschutzgebiet Östlicher Langenberg, das durch eine Vielzahl an Pfaden nach Harlingerode und Schlewecke betretbar ist.
Wie auch die wirtschaftlich sehr ähnlich aufgebauten Nachbarorte Oker und Harlingerode sind die Göttingeröder Böden stark durch Schwermetalle (insbesondere Zink, Blei, Arsen und Cadmium) belastet, jedoch wird in der Gemarkung keine Landwirtschaft betrieben. Weite Teile des Langenbergs sind durch die Bergbauvergangenheit abgesperrt; dies betrifft den Kalksteinbruch Langenberg, die ehemalige Grube Hansa und den „zweiten Steinbruch“, der unmittelbar nördlich des Hansawegs und östlich der Kreisstraße gelegen ist.

## Geschichte

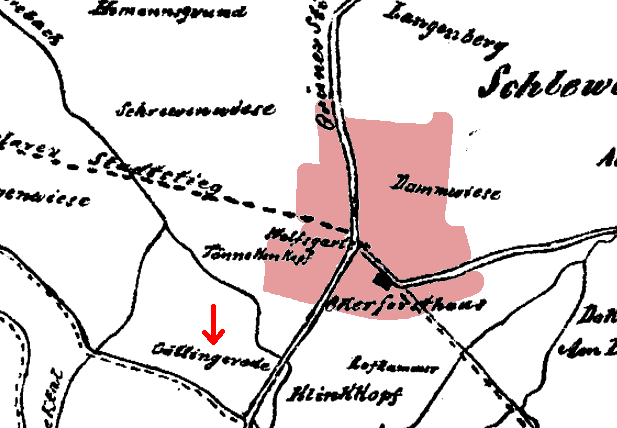
Göttingeröder Feldmark im Jahre 1910, vor der Ortsgründung
heutiges Ortsgebiet in hellrot

Zugehörigkeit Göttingerodes

### Vorgeschichte
Für Göttingerode ist ein Fund aus der Jungsteinzeit belegt. Auf dem Flurstück Auf dem Brande wurde ein stark verwitterter Teil einer Schuhleiste gefunden.

### Ortsname
In der Ersterwähnung 1163 wird der Ort als Gotingeroht bezeichnet. Weitere Nennungen des Ortes sind:
- 1181: Gothincheroth
- 13. Jahrhundert: Gottingerodde
- 1461/1470: Göttingerode

Der heutige Ortsname reflektiert den Sprachstand gegen Ende des 15. Jahrhunderts, als Alt-Göttingerode das letzte Mal als rezenter Ort erwähnt wird. Bezeichnungen als Wüstung/Flurname sind:
- 1578: Göttingeroda („Wischen in Göttingeroda“)
- 1607: Gottingerode („Wischenplatz ben Gottingerode gelegen“)[4]

Der Name Göttingerode kann auf eine Kurzform Godo zurückgeführt werden, die Kurzform von Godemar. Die Endung -ingerode ist im Raum Bad Harzburg sehr verbreitet und bezieht sich hier auf die altsächsischen Rodungen am Harzrand während des Hochmittelalters. Das im benachbarten Landkreis Harz gelegene Dorf Göddeckenrode basiert auf derselben Urform Gotingeroth.
Im Laufe der Zeit traten weitere mundartliche Verschleifungen auf, von Gotingerode über Gottgerode, Göddekenrode hin zu Jettgerode/Götjenrode. Es ist wahrscheinlich, dass Göttingerode wie auch hier auf einen Namen Godo zurückgeht, die Kurzform von Godemar. Auch hier kann der Ursprung aber auch in Gotthart (stark in Gott) oder Gottwald (in Gott waltend) liegen. Der Sprachstand Göttingerode kristallisierte sich nach einer Präferenzphase für Gottingerode im 20. Jahrhundert aus und wurde letztendlich auch für die Neugründung offiziell gewählt.

### Alt-Göttingerode

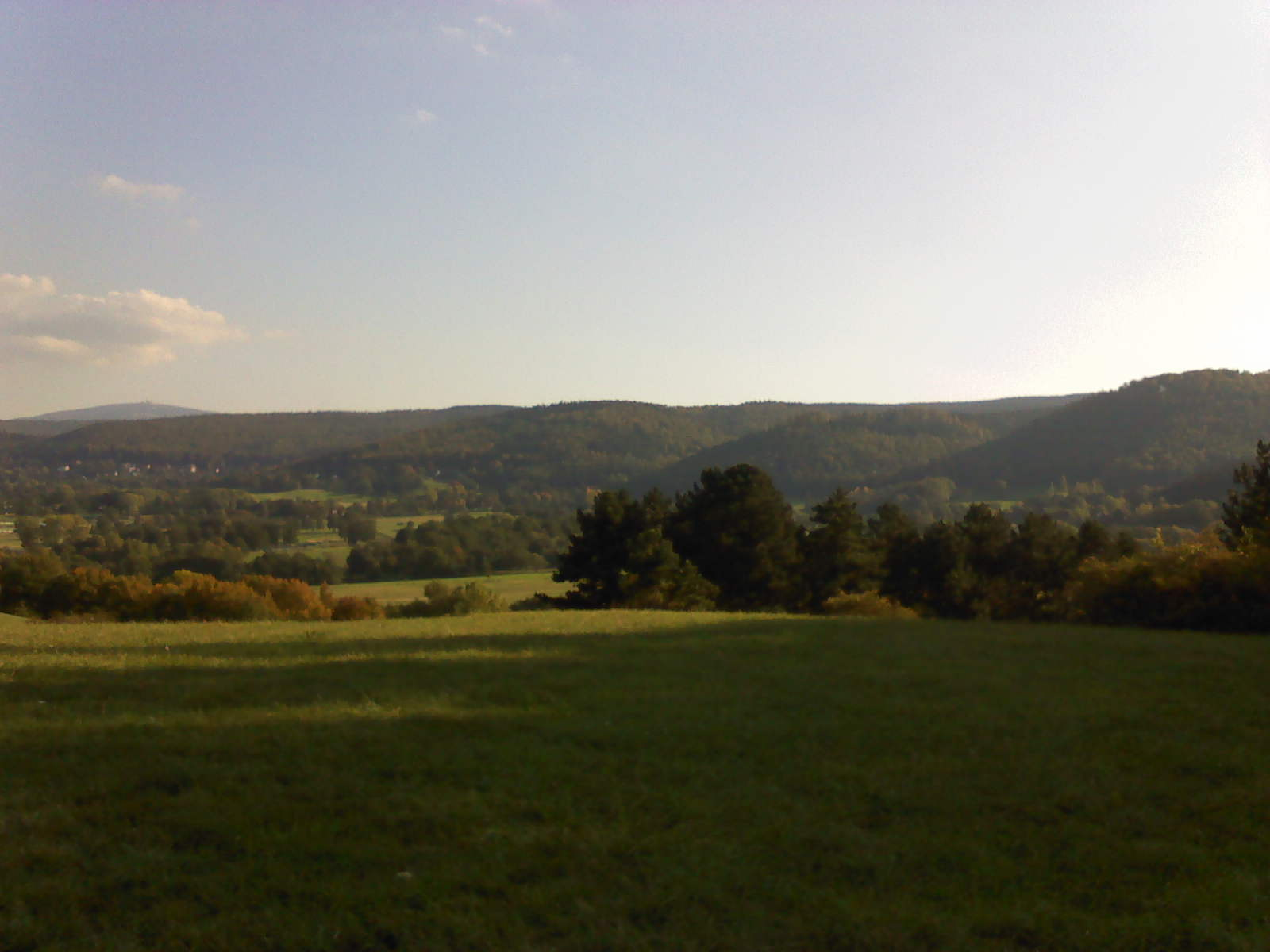
Landschaft bei Göttingerode, 2011

Südwestlich des heutigen Ortskerns befindet sich die Wüstung Alt-Göttingerode (Koordinaten: 51° 53′ N, 10° 30′ O). Wie auch für die anderen Rodungsorte in der unmittelbaren Umgebung ist davon auszugehen, dass Alt-Göttingerode zwischen dem 9. und 11. Jahrhundert gegründet wurde. Es handelte sich um eine relativ bedeutungslose Siedlung in der Größe eines Weilers oder Hofes. Wann genau Alt-Göttingerode wüst fiel, ist umstritten: Gotingeroht wird in bereits bei seiner Ersterwähnung als „von Bäumen bewachsen“ bezeichnet („in loco nemoroso videlicet Gotingeroht“). Während der Lokalhistoriker Richard Wieries dies in den 1930er-Jahren als Indiz dafür sieht, dass Göttingerode bereits früh wüstfiel, schenkt Konrad Sandte dieser Formulierung im Jahr 2003 keine Beachtung. In Anbetracht der Tatsache, dass Alt-Göttingerode bereits vom Namen her eine Rodungssiedlung ist, noch dazu sehr nahe am Harzrand, erscheint letztere Betrachtungsweise logischer. Zwischen 1163 und 1468 wird Göttingerode in sieben Urkunden erwähnt. Da ab 1510 Göttingerode nicht mehr unter den Orten des Amtes Bad Harzburg genannt wird, ist davon auszugehen, dass die Siedlung im ausgehenden 15. Jahrhundert aufgegeben wurde.

### Zwischenperiode
Nach dem Wüstfall von Alt-Göttingerode verblieb zunächst die alte Göttingeröder Dorfkirche in der Landschaft über; sie wurde zur Untermauerung einer Ziegelhütte in Oker abgebrochen. Die alte Feldmark wurde zunächst von Schlewecke und Harlingerode als gemeinsame Weide beansprucht, bevor zwischen beiden Dörfern ein heftiger Streit um das Territorium entbrannte, der letztendlich zugunsten von Harlingerode ausfiel.
Das älteste bestehende Gebäude in Göttingerode ist das 1680 errichtete alte Forsthaus. Es war ursprünglich als Jägerhaus vorgesehen und wurde 1830 zum Okerforsthaus umgewidmet. Es wurde seit 1953 in mehreren Schritten umgebaut und dient heute zu Wohnzwecken.
Im Laufe der Jahrhunderte verschwanden sämtliche Spuren der alten Siedlung. Einzig die Anordnung der Stadtstiege und einige Flurnamen erinnerten noch an die Existenz des Dorfes und retteten sogleich die Ortsbezeichnung bis ins 20. Jahrhundert.

### Neugründung

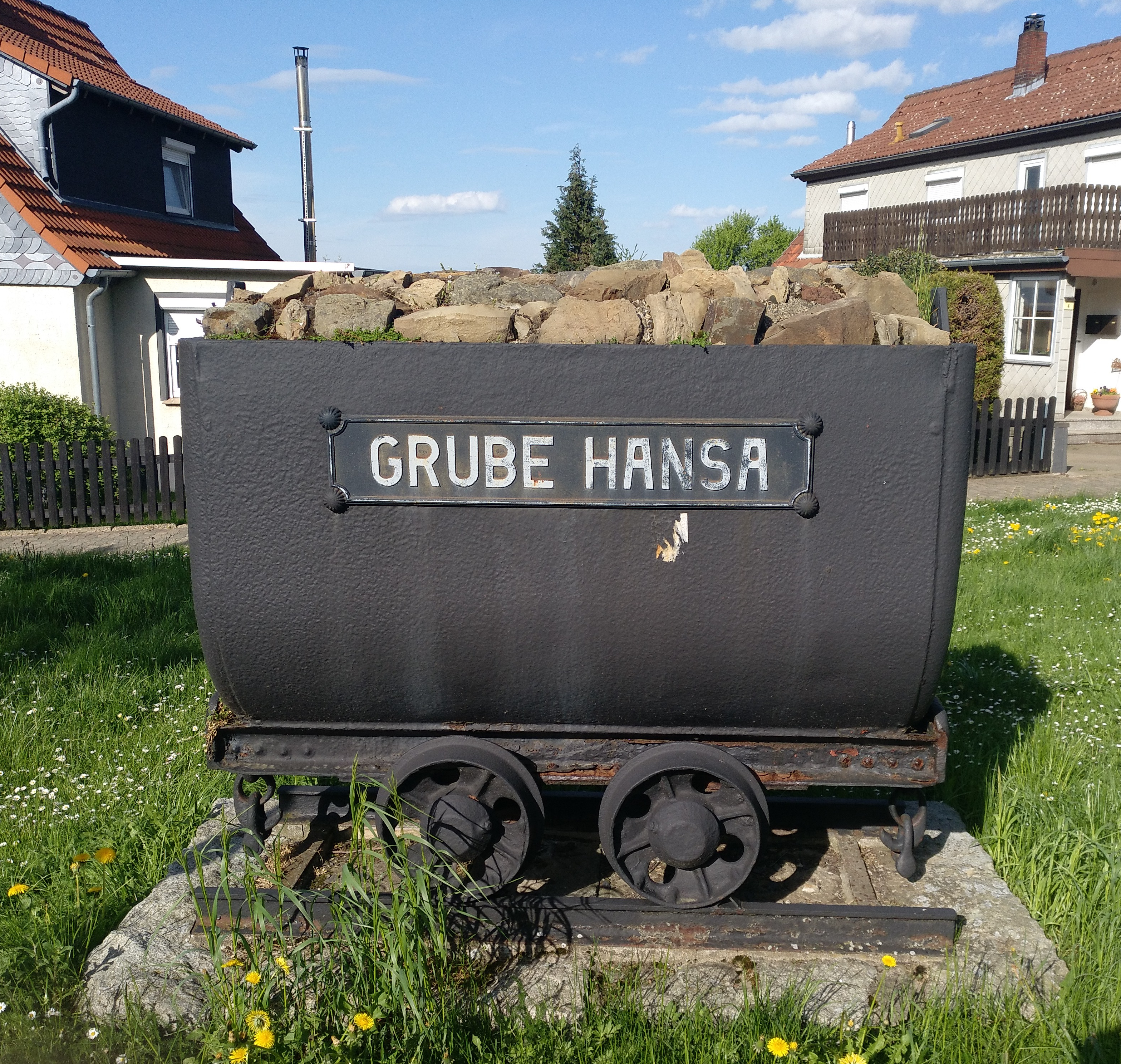
Hunt der Grube Hansa am Stadtstieg

In den Harzer Hüttengebieten wurde das Rammelsbergprojekt in den Vierjahresplan der NSDAP mit einbezogen. Damit einher ging eine Verstärkung der Aktivitäten im Raum Harzburg: Die Zinkhütte Harlingerode wurde ab 1935 errichtet und die schon 1865 gegründete Grube Hansa nahm wieder ihren Betrieb auf. Unter Göttingeröder Boden befanden sich zu dieser Zeit rentable Eisenerzvorkommen.
Im Jahre 1934 genehmigte der Freistaat Braunschweig daher die Wiedergründung von Göttingerode an der heutigen Position. Am 21. März 1935 erfolgte durch den braunschweigischen Minister Friedrich Alpers die Grundsteinlegung und bis 1937 wurde die Ortschaft als nationalsozialistische Mustersiedlung auf der Dammwiese, einer Flur auf dem Gebiet der damaligen Gemeinde Harlingerode, errichtet.  Vorgesehen war der Bau von etwa 220 Häusern und mehreren Geschäften für den täglichen Bedarf. In der Anfangsphase war noch unklar, wie die Siedlung benannt werden sollte. Noch 1937, wenige Jahre nach der Gründung, wird sie nur beiläufig mit dem Namen Göttingerode assoziiert:

„Seit 1934 ist nördlich der Wüstung [Göttingerode] zwischen Stadtstieg und Langenberg, Grünem Stieg und Straße Okerforsthaus–Schlewecke ein stattliches Dorf als Arbeitersiedlung entstanden.“

In einer ersten, bis 1937 dauernden Werbeaktion wurden arbeits- und mittellose Bergleute aus dem Mansfelder Land angeworben, um sich in Göttingerode niederzulassen. Dazu wurde ihnen von dem Konsortium Krupp-Hoesch (Harz-Lahn-Erzbergbau GmbH) ein Arbeitgeberdarlehen gewährt, das ihnen die Errichtung eines Siedlungshauses im Fachwerkstil mit einem Eigenanteil von 60 bis 70 % erlaubte. Dafür waren die Gebäude an das Unternehmen gebunden und etwaige Umbauten bedurften der vorherigen Genehmigung. Weitere Einwohner kamen aus den benachbarten Ortschaften Bündheim, Harlingerode, Immenrode, Lochtum, Oker, Schlewecke und nicht zuletzt der heutigen Kernstadt. Der Grundaufbau wurde im Jahre 1937 abgeschlossen.
Die Anfangsjahre in Göttingerode waren schwierig, da den Einwohnern das nötige Eigenkapital zur fachgerechten Erschließung ihrer Parzellen fehlte. Das Gewerbe beschränkte sich in den 1930er-Jahren auf einen Bäcker, einen Fleischer und einen Einzelhandelskaufmann. Durch ihre Position gegenüber dem Dorfgemeinschaftshaus erhielt diese Gegend die Bezeichnung „Am Markt“, die bis heute für den Kindergarten verwendet wird.
Der Ausbruch des Zweiten Weltkriegs im Jahre 1939 ließ das sich einigermaßen entwickelnde Sozialleben in Göttingerode zusammenbrechen. Ein Kriegsgefangenenlager der Forstwirtschaft wurde eingerichtet. Unter anderem saß hier Wilhelm Baumgarten ein, der in der Ortschaft auch als Rektor der Haupt- und Grundschule tätig war.
Die heutige L 501 wurde im Juni 1939 südlich der Ortslage als Reichsstraße 6 offiziell eröffnet und ersetzte verkehrlich den alten Verlauf der Bundesstraße über die heutige K 70 (Landstraße/Breite Straße) in Harlingerode und Schlewecke.

### Anfangsjahre

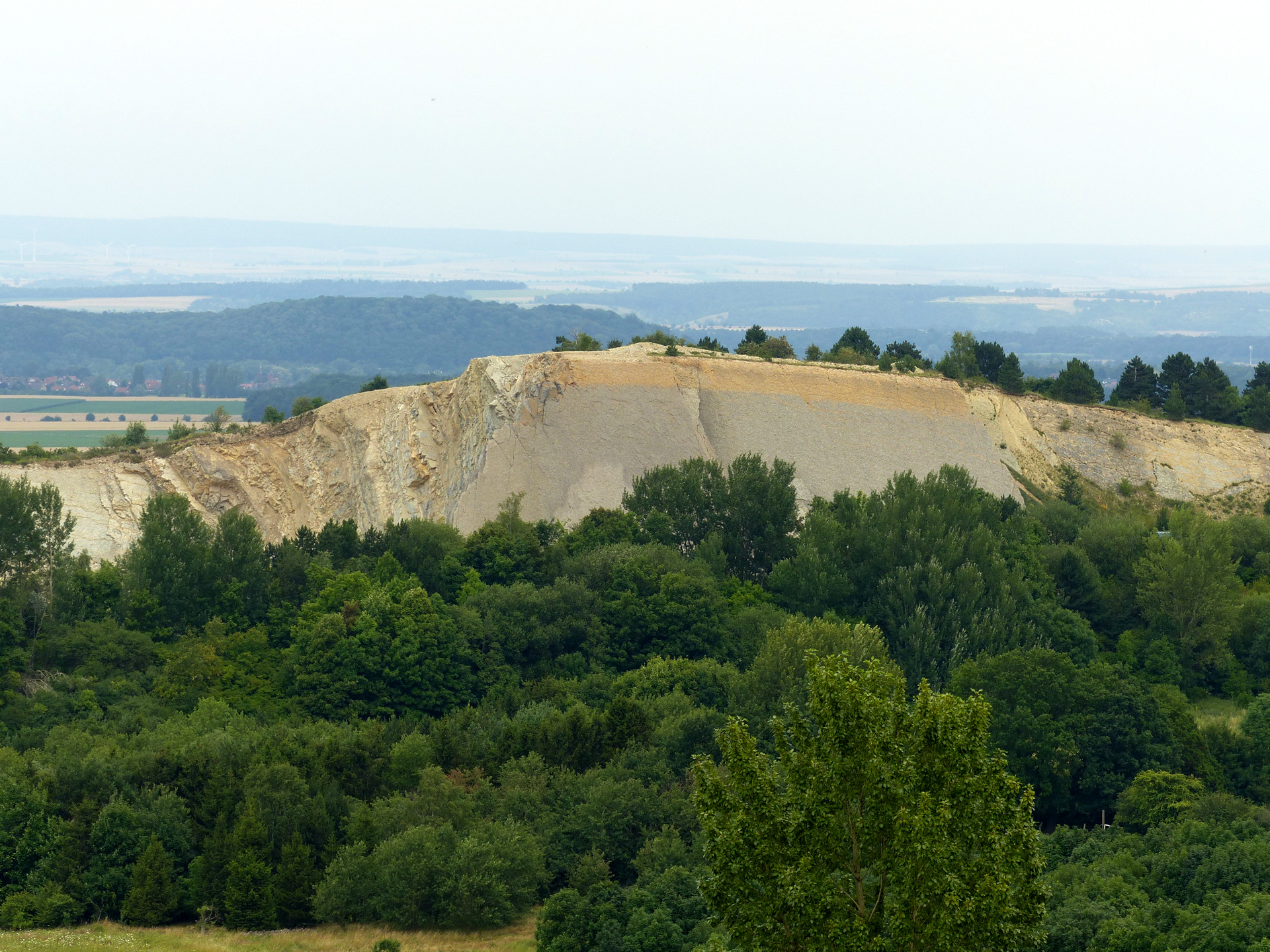
Der Kalksteinbruch Langenberg, bis 1985 im Abbaubetrieb

Nach dem Krieg war Göttingerode besonders schwer von strukturellen Problemen gezeichnet, sodass es in der unmittelbaren Nachkriegszeit zunächst mit gewissem Galgenhumor als „Hungersdorf“ und „Elendsdorf“ seinen Ruhm fand. Im Zuge der Flucht und Vertreibung Deutscher aus Mittel- und Osteuropa 1945–1950 wurde als vorerst letztes Bauprojekt die Hüttenstraße mit etwa dreißig Wohneinheiten errichtet. Es wurden hier teilweise gezielt schlesische Bergarbeiter angeworben, die in der Grube Hansa neue Arbeit fanden.
Die Produktionssteigerungen der Zinkhütte Harlingerode infolge des Koreakriegs Anfang der 1950er-Jahre führten zu einer Steigerung der Schadstoffemissionen. Diese fielen als Niederschlag auf die Obst- und Gemüsegärten der Haushalte, die dadurch größtenteils ungenießbar wurden. Dem Schadstoffproblem wurde durch die Erhöhung mehrerer Schornsteine bedingt Rechnung getragen.
Viele Einwohner fühlten sich in den 1950er-Jahren ihrem Gemeindesitz Harlingerode gegenüber finanziell benachteiligt, und auch in Harlingerode selbst stand Göttingerode in keinem guten Licht: Man nahm die Ortschaft als Fremdkörper im Gemeindegebiet war, auf Niederdeutsch wurden die Siedler spöttisch als „Jai hindern Barje“ (die hinterm Berg) bezeichnet. Die Wahl des Bürgermeisters Wilhelm Baumgarten wurde zunächst aufgrund seiner Göttingeröder Herkunft kontrovers diskutiert. Eine Annäherung erfolgte erst durch kommunalen Beistand während des Streits um die Harz-Lahn-Bergbau GmbH und die vielseitigen Restaurationsmaßnahmen speziell ab 1960.
Der Tagebau der Grube Hansa erfolgte in den letzten Jahren im Weitungsbau, die dadurch entstandenen Hohlräume wurden nicht verfüllt oder gestützt. Dies hatte bis zur Stilllegung des Eisenbergwerks teilweise immense Bergschäden zur Folge, die insbesondere die einstige Langenbergstraße (Vorläufer des Hansawegs) betrafen. Die Auswirkungen breiteten sich mit der Zeit nach Süden, in den Bereich der Kreis-, Schul- und Harzstraße aus. Ein zwischen der Harz-Lahn-Erzbergbau GmbH und dem Land Niedersachsen geführter Rechtsstreit verursachte eine starke bürokratische Hürde, um die Schäden einzudämmen und der Lage Herr zu werden. Die Schäden hatten zur Folge, dass das nördliche Ortsbild zerstört und folglich etwa vierzig Häuser abgerissen werden mussten und die Turnhalle durch einen ministerialen Beschluss gesperrt wurde.
All dies hatte zur Folge, dass sich in dieser Zeit eine Identität der Einwohnerschaft entwickelte. Bereits 1948 wurden der örtliche Sportverein SV Göttingerode und der Männerchor gegründet, der Frauenchor folgte 1950 und der Schützenverein 1952. Schließlich wurde 1955 die Interessengemeinschaft der Siedler Göttingerode gegründet, die aus der Abspaltung aus dem Siedlerbund hervorging und sich insbesondere darum bemühte, sich für die Geschädigten durch Berg- und Emissionsschäden einzusetzen.

### Nach 1960

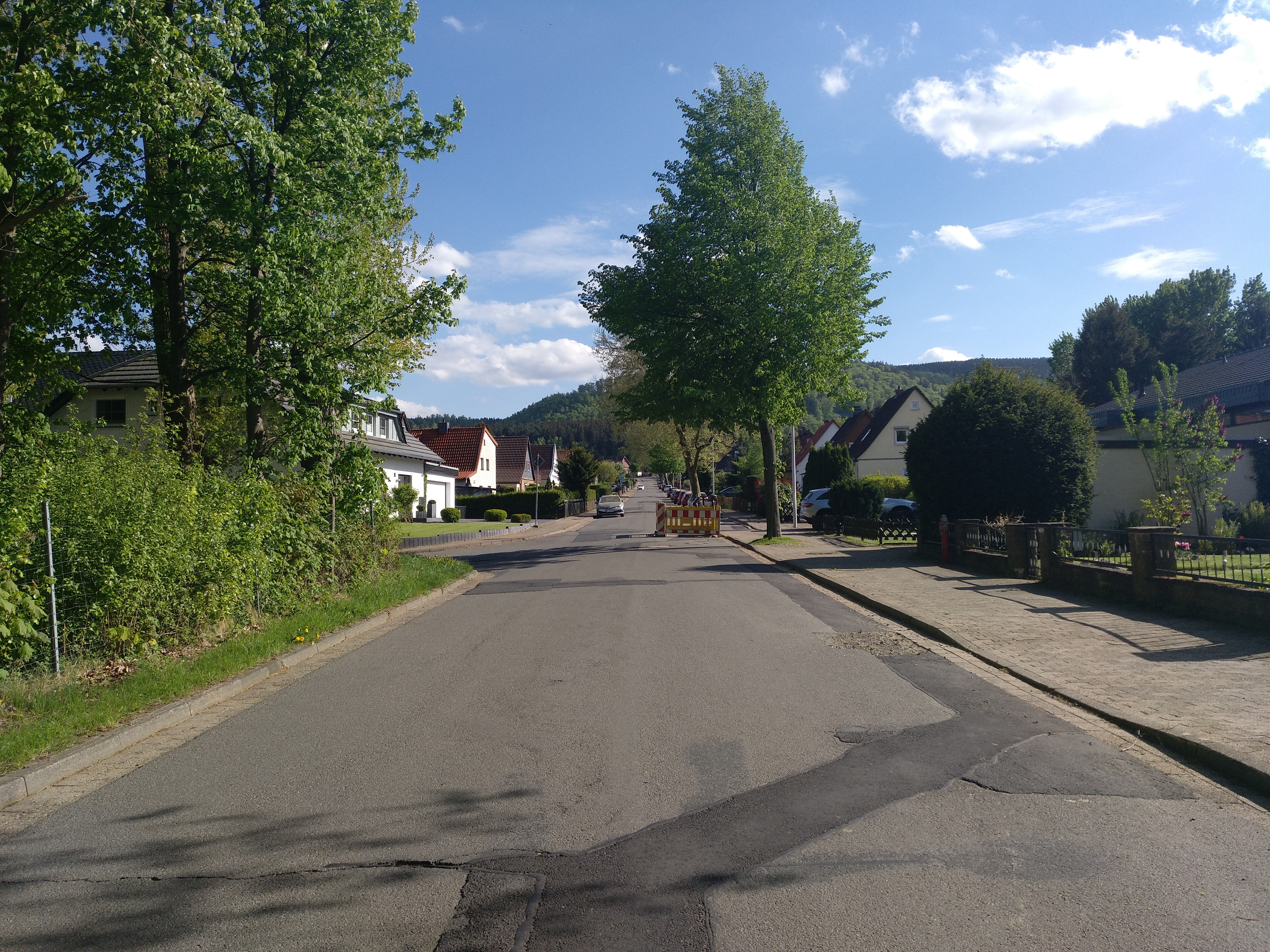
Weichbild von Neu-Göttingerode (hier: Kreisstraße)

Mit der Auflassung der Grube Hansa im Jahre 1960 verlor Göttingerode seinen einstigen Hauptwirtschaftszweig im Bergbau; bereits zuvor wurde der sogenannte „zweite Steinbruch“ östlich der heutigen Kreisstraße geschlossen. Dies bedeutete jedoch auch den Rückzug der Harz-Lahn-Erzbergbau AG aus dem Ortsgeschehen, sodass die bis dahin strikten Umbaureglementierungen entfielen und die Einwohner notwendige Renovierungen und Umgestaltungen an ihren Häusern vornehmen konnten. Ein vorher durch die Bergschäden erwirktes fünfjähriges Bauverbot wurde im Mai 1963 gekippt, jedoch waren immer noch Neufundamentierungen an den zu errichtenden Häusern nötig.
1964 einigte sich die Gemeinde Harlingerode mit der Harz-Lahn-Erzbergbau AG um eine Wiederherstellung der zerstörten Straßensegmente: Die einstige Langenbergstraße wich dem Hansaweg, durch den wieder eine West-Ost-Verbindung in der Ortschaft gegeben war. Ebenso wurde im Jahre 1965 eine Ringleitung errichtet, durch die die Trinkwasserversorgung wieder gewährleistet werden konnte. Diskussionen mit einer Gemeindefusion mit Schlewecke, da ein Teil des Ortes in Schlewecker beziehungsweise später Bündheimer Gemeindegebiet lag, wurde durch einen Gebietstausch der fehlerhaft geplanten Gebiete korrigiert.
1971 wurde das neue Sportgelände auf dem Tönneckenkopf eingeweiht.
Bei den Kommunalwahlen am 22. Oktober 1972 zeichnete sich in Göttingerode mit 98 % die höchste Wahlbeteiligung aller Ortschaften im Land Niedersachsen ab.
Zwischen 1970 und 1975 wurden die Bergsenkungsgebiete am Langenberg durch den anfallenden Müll der neu fusionierten Stadt Bad Harzburg verfüllt. Zuvor und in der Zeit wurde das Gebiet von spielenden Kindern genutzt, die Verfüllung trug jedoch wesentlich zur Ausebnung der am Langenberg entstandenen Bergschäden durch oberflächlichen Kalkabbau und die Einbruchlöcher der Grube Hansa. Das Areal nördlich des Hansawegs wurde 1995 eingezäunt und ist nicht für den öffentlichen Zutritt genehmigt.
Bis 1987 tangierte die Bundesstraße 6 die Siedlung von Süden her. Nach der Eröffnung der vierspurigen Neubaustrecke zwischen Bad Harzburg und Goslar nördlich von Harlingerode wurde die Straße zur Landesstraße L 501 abgestuft.
1999 wurde im Kalksteinbruch Langenberg der Europasaurus entdeckt, womit der Langenberg als eines der archäologisch ergiebigsten Objekte Deutschlands Aufmerksamkeit errang. Im Oktober 2006 wurde der Abschiedswald Goldberg eröffnet.

### Demografie
Im Jahre 1936 wurden für die Ortschaft Göttingerode 136 Haushalte gezählt; diese Zahl erhöhte sich bis 1976 auf 598.
Göttingerode verfügte im Jahre 1976 über 1.444 Einwohner, jedoch fiel die Einwohnerzahl bis 2014 um 32,6 Prozent: Sie unterschritt im Jahr 2010 die Marke von 1.000 Einwohnern und erreichte mit 973 Einwohnern ein Tief im Jahre 2014, bevor zwischen 2015 und 2017 die Einwohnerzahl wieder wuchs und 2018 fiel.
| Bad Harzburg-Göttingerode – Bevölkerungsentwicklung seit 1976 | Bad Harzburg-Göttingerode – Bevölkerungsentwicklung seit 1976 | Bad Harzburg-Göttingerode – Bevölkerungsentwicklung seit 1976 | Bad Harzburg-Göttingerode – Bevölkerungsentwicklung seit 1976 | Bad Harzburg-Göttingerode – Bevölkerungsentwicklung seit 1976 | Bad Harzburg-Göttingerode – Bevölkerungsentwicklung seit 1976 | Bad Harzburg-Göttingerode – Bevölkerungsentwicklung seit 1976 |
| Entwicklung | Jahr                                                          | Einwohner                                                     | Jahr                                                          | Einwohner                                                     | Jahr                                                          | Einwohner                                                     |
| --- | ------------------------------------------------------------- | ------------------------------------------------------------- | ------------------------------------------------------------- | ------------------------------------------------------------- | ------------------------------------------------------------- | ------------------------------------------------------------- |
| Die zur Anzeige dieser Grafik verwendete Erweiterung wurde dauerhaft deaktiviert. Wir arbeiten aktuell daran, diese und weitere betroffene Grafiken auf ein neues Format umzustellen. (Mehr dazu)                              | 1976                                                          | 1.444                                                         | 2010                                                          | 995                                                           | 2017                                                          | 991                                                           |
| Die zur Anzeige dieser Grafik verwendete Erweiterung wurde dauerhaft deaktiviert. Wir arbeiten aktuell daran, diese und weitere betroffene Grafiken auf ein neues Format umzustellen. (Mehr dazu)                              | 1979                                                          | 1.409                                                         | 2011                                                          | 982                                                           | 2018                                                          | 901                                                           |
| Die zur Anzeige dieser Grafik verwendete Erweiterung wurde dauerhaft deaktiviert. Wir arbeiten aktuell daran, diese und weitere betroffene Grafiken auf ein neues Format umzustellen. (Mehr dazu)                              | 1997                                                          | 1.182                                                         | 2012                                                          | 986                                                           | 2019                                                          | 907                                                           |
| Die zur Anzeige dieser Grafik verwendete Erweiterung wurde dauerhaft deaktiviert. Wir arbeiten aktuell daran, diese und weitere betroffene Grafiken auf ein neues Format umzustellen. (Mehr dazu)                              | 2005                                                          | 1.094                                                         | 2013                                                          | 976                                                           | 2020                                                          | 906                                                           |
| Die zur Anzeige dieser Grafik verwendete Erweiterung wurde dauerhaft deaktiviert. Wir arbeiten aktuell daran, diese und weitere betroffene Grafiken auf ein neues Format umzustellen. (Mehr dazu)                              | 2007                                                          | 1.059                                                         | 2014                                                          | 973                                                           | 2021                                                          | 904                                                           |
| Die zur Anzeige dieser Grafik verwendete Erweiterung wurde dauerhaft deaktiviert. Wir arbeiten aktuell daran, diese und weitere betroffene Grafiken auf ein neues Format umzustellen. (Mehr dazu)                              | 2008                                                          | 1.039                                                         | 2015                                                          | 978                                                           | 0                                                             | 0                                                             |
| Die zur Anzeige dieser Grafik verwendete Erweiterung wurde dauerhaft deaktiviert. Wir arbeiten aktuell daran, diese und weitere betroffene Grafiken auf ein neues Format umzustellen. (Mehr dazu)                              | 2009                                                          | 1.025                                                         | 2016                                                          | 989                                                           | 0                                                             | 0                                                             |
| *Näherungswert aus der Einwohnerdifferenz von Harlingerode vor und nach der Gebietsreform Quelle: 1976, 1979, 1997, ab 2011, 2018. Werte jeweils zum 31. Dezember, 1997 zum 31. Januar, 2016 und 2021 zum 30. Juni des Jahres. |                                                               |                                                               |                                                               |                                                               |                                                               |                                                               |

### Postleitzahl
Bis zur Gebietsreform besaß Göttingerode die Postleitzahl „3383 Harlingerode“, danach wurde der Ort bis 1993 unter der Postleitzahl der Kernstadt „3388 Bad Harzburg“ geführt.

### Ortslage
Nach dem Krieg wurde festgestellt, dass sich die Einfamilienhäuser an der östlichen Seite des Brandwegs und am Nordostrand der Forststraße in Schlewecker und später Bündheimer Gemeindegebiet befanden. In den 1960er-Jahren wurde daher eine Grenzkorrektur ausgeführt, sodass diese Teile offiziell Bestandteil Göttingerodes wurden.
Am 1. Juli 1972 wurde Göttingerode im Zuge der Gebietsreform in Niedersachsen mit Harlingerode in die Stadt Bad Harzburg eingegliedert. Göttingerode wechselte am 1. März 1974 vom Landkreis Wolfenbüttel in den Landkreis Goslar.

### Stiege
Göttingerode wurde nicht komplett ohne die Orientierung von Vorläuferstraßen errichtet:
- Der Goslarer Stadtstieg war eine alte, im 20. Jahrhundert jedoch bereits bedeutungslose Verbindung von der Bad Harzburger Innenstadt nach Oker und von dort weiter nach Goslar; der Name Goslarsche Straße in der Innenstadt erinnert daran. Nach Gründung der Siedlung wurde der Weg auf den Namen Am Stadtstieg getauft und im Ort zur Straße ausgebaut. An ihm lag auch das Okerforsthaus.
- Der Grüne Stieg (alter Name der Kreisstraße) erschloss die Harlingeröder Feldmark mit den Bereichen südlich des Langenbergs. Er kreuzte westlich des Okerforsthauses den Goslarer Stadtstieg und führte anschließend weiter in den Harz Richtung Goldberg. Auch er wurde befestigt und stellt nun im Originalverlauf die Nord-Süd-Verbindung nach Harlingerode.
- Der Bohlweg führt von Schlewecke zum Okerforsthaus. Durch den Bau der späteren Bundesstraße 6 unmittelbar südlich wurde der Pkw-taugliche Ausbau bis nach Schlewecke redundant, bis zur Göttingeröder Gemarkungsgrenze dient er aber als Wohnstraße und trägt nun den Namen Alter Brand.

## Wirtschaft und Infrastruktur

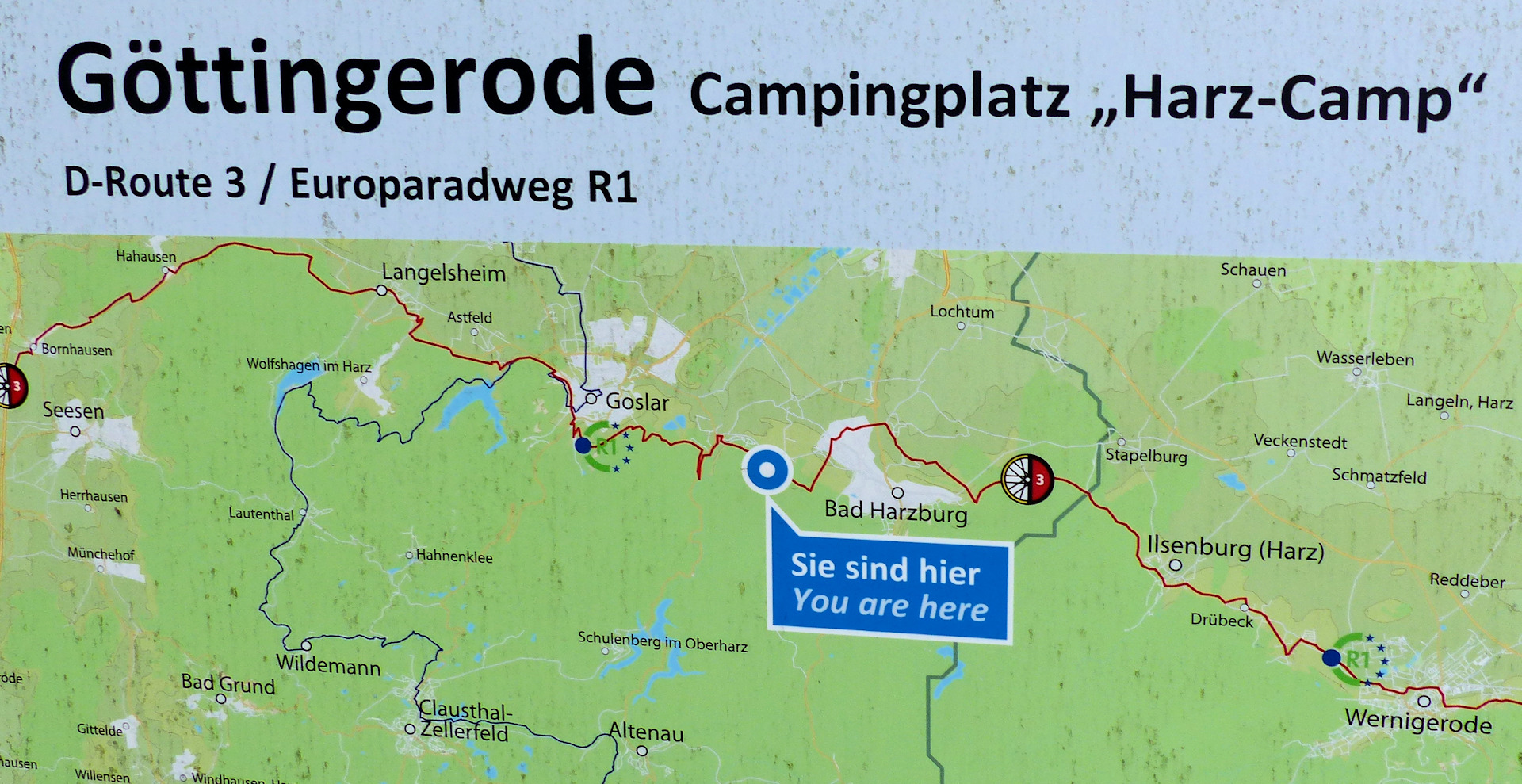
Lage am Europaradweg R1

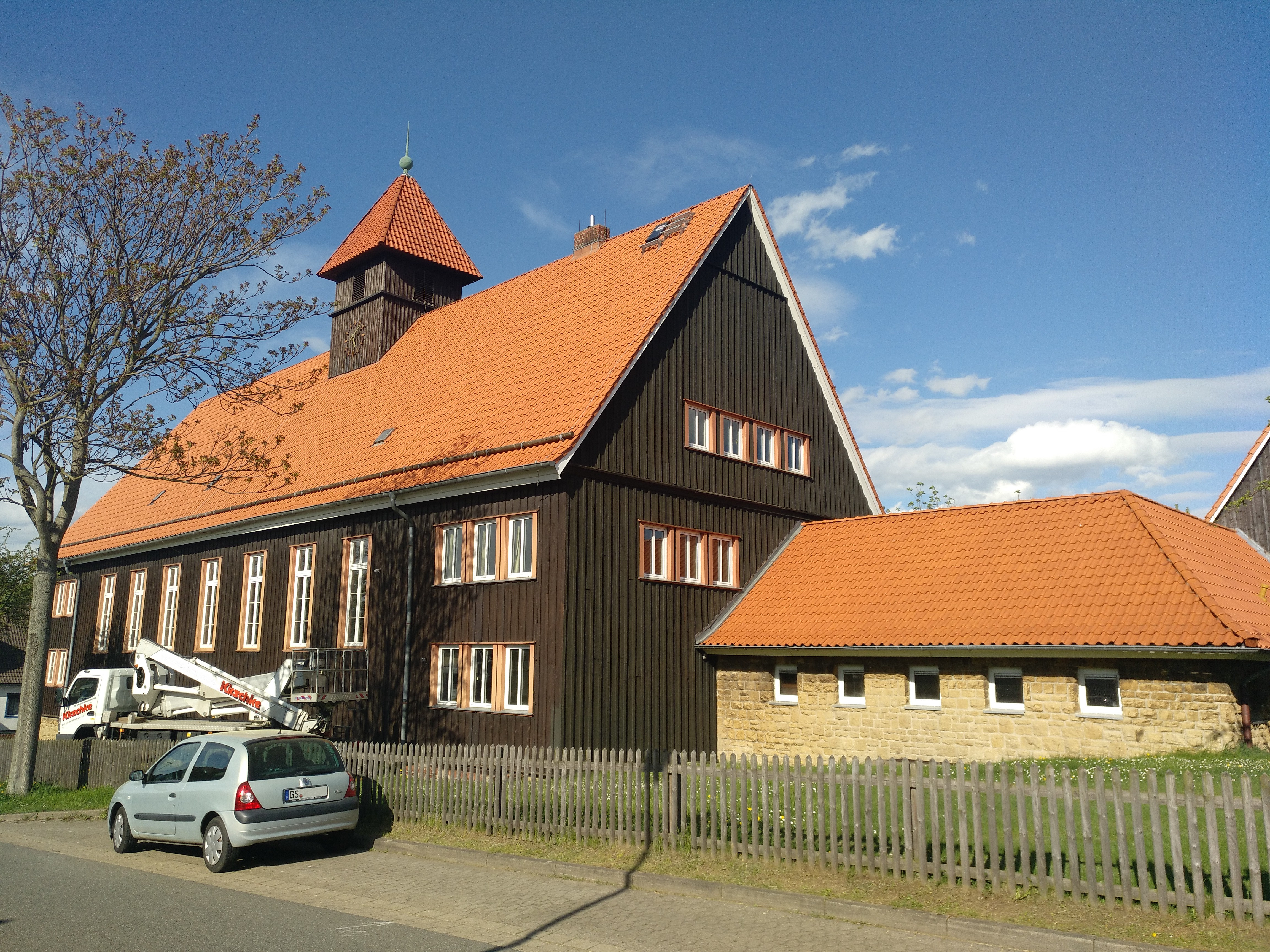
Dorfgemeinschaftshaus

Der bedeutendste wirtschaftliche Faktor nach dem Niedergang der Grube Hansa ist der Tourismus. Nicht wenige Häuser werden als Ferienwohnungen vermietet, die Lage zwischen Langenberg und Goldberg macht Göttingerode als Standort attraktiv.
Der Campingplatz Göttingerode („Harz-Camp Göttingerode“) wurde 1956 vom Ehepaar Walter und Anna Gilge südlich der ehemaligen Bundesstraße 6 gegründet. Im April 2019 wurde der Göttingeröder Platz durch das Kieler Touristikunternehmen Regenbogen AG übernommen. Bereits vor Gründung der Siedlung existierte das in etwas abgelegener Lage befindliche „Café Goldberg“.
Im Jahre 2006 wurde der „Abschiedswald Goldberg“ südlich der Ortschaft errichtet. Es handelt sich um einen Waldfriedhof für Haustiere. Die Anlage wird von den Niedersächsischen Landesforsten betrieben und ist die erste ihrer Art in Niedersachsen. Zwischenzeitlich wurde das Konzept auch in anderen Teilen des Bundeslandes eingeführt. Eine Erweiterung des Abschiedswaldes wurde im November 2018 angekündigt.

### Verkehr
Über die L 501 ist Göttingerode an die Bundesstraße 498 nach Oker und Goslar im Westen beziehungsweise Bündheim und die Kernstadt nach Osten angebunden. Nach Norden hin führt die Kreisstraße über den Langenberg nach Harlingerode, von wo aus Anschluss an die Bundesstraße 6 und die Bundesautobahn 369 gegeben ist.
Die Buslinie 810 (HarzBus, Goslar–Göttingerode–Bad Harzburg) verfügt über eine Haltestelle an der L 501. Im Schulverkehr fährt ferner die Buslinie 871 (KVG Braunschweig, Stadtverkehr Bad Harzburg) von Harlingerode aus ringartig durch Göttingerode, die Buslinie 810 bedient dann die Bushaltestellen Stadtstieg und Querstraße.

#### Wander- und Radwege
Weitere Wege erschließen Göttingerode mit dem Umraum: In südwestlicher Richtung führt ein Weg von Göttingerode hinauf zu den Kästeklippen, eine oberhalb des Okertales gelegene Felsengruppe (602 m ü. NN) im Oberharz. Der Stadtstieg führt durch Göttingerode von Bündheim zum Klusfelsen in Goslar, ein weiterer Weg nördlich von Göttingerode verläuft am Südhang des Langenbergs  und verbindet Schlewecke mit Oker.
Südlich der Ortschaft verläuft der Europaradweg R1.

### Bildung

#### Kindergarten
Im Dorfgemeinschaftshaus befindet sich der städtische Kindergarten „Am Markt 6“. 2018 wurde der Kindergarten um den ersten Stock des Dorfgemeinschaftshauses erweitert, um der wachsenden Nachfrage gerecht zu werden. Im Januar 2019 konnte somit ein neuer Gruppenraum für 25 Kinder eröffnet werden.
Am 21. Juni 2019 erlangte der Kindergarten Göttingerode offiziell seine Eigenständigkeit, eine Krippe mit Plätzen für 15 Kinder wurde im Laufe des ersten Halbjahres eingerichtet. Bis dahin wurde der Kindergarten als zwischen August 2012 und Juni 2019 als Außenstelle des Schlewecker Kindergartens „Bahnhofstraße 6b“ geführt.

#### Ehemalige Grundschule
Im Ort befand sich bis zum Ende des Schuljahres 1983/84 die Göttingeröder Grundschule als Außenstelle der Grundschule Harlingerode. Die zuletzt ca. 80 Grundschüler werden seitdem in der vorigen Hauptstelle in Harlingerode unterrichtet. Schon 1959 wurde die Oberstufe der Schule eingestellt.

## Kultur, Sehenswürdigkeiten und Ortsbild

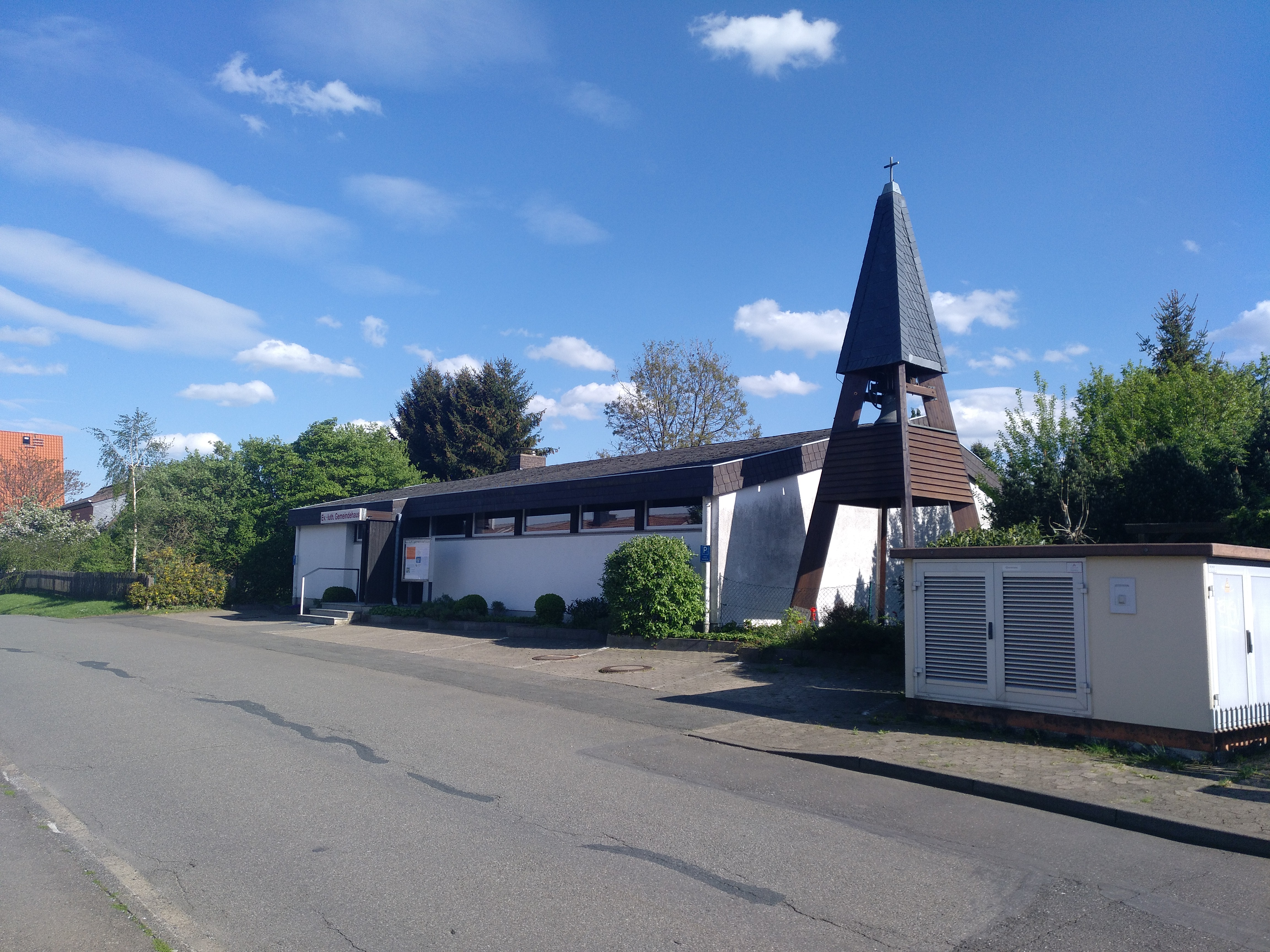
Evangelisch-lutherisches Gemeindehaus

Das Wohnkonzept wurde von der in Oker gelegenen Adenbergsiedlung übernommen: Einfamilienhäuser wurden mit Stall und Garten angelegt, um eine Eigenversorgung mit Lebensmitteln (Subsistenzwirtschaft) zu ermöglichen. Das Straßennetz wurde den Flurstücken folgend in Nord-Süd-Ausrichtung aufgebaut, eine Ost-West-Verbindung ist nur unvollständig über die Straßen Querstraße/Am Markt/Brandweg gegeben und orientiert sich am Dorfgemeinschaftshaus. Die Nordbegrenzung bildet der nach der Eisenerzgrube benannte Hansaweg, der unmittelbar an die freien Flurstücke des Langenbergs grenzt. Die Ortschaft verfügt über ein Dorfgemeinschaftshaus, das Platz für bis zu 180 Personen zuzüglich eines Thekenraums bietet.
Stadtweit bedeutende Tradition haben die Gesangvereine in Göttingerode. So verfügen der Männergesangverein Göttingerode von 1948 e. V. und der Frauenchor Göttingerode von 1950 e. V. über zusammen circa 110 Mitglieder und teilten sich bis 2018 mit dem Mandolinenorchester Harzburg ein Stockwerk im Dorfgemeinschaftshaus. 1950 wurde der bis heute bestehende örtliche Frauenchor gegründet.
Seit 2016 findet im Dorfgemeinschaftshaus Mitte des Jahres ein „Metal-Feast“ statt, das durch die Clausthal-Zellerfelder Band Zappenduster organisiert wird. Bei dieser Veranstaltung treten mehrere Death-Metal-Bands aus dem Braunschweiger Land auf.

### Religion
Im Ort befindet sich ein evangelisch-lutherisches Gemeindehaus. Göttingerode bildet zusammen mit Schlewecke eine Kirchengemeinde.

### Vereine und Sport
Am Südwestrand befindet sich ein Sportplatz mit Sportheim. Örtlicher Fußballverein ist der SV Göttingerode von 1948 e. V., der neben dem Fußballsport auch Gymnastik- und Aerobickurse anbietet. Er feierte am 22. Juli 2018 seinen 70. Geburtstag. Regionale Bedeutung hat auch die Dartsparte Tönnheads des SVG.
Weitere Vereine im Ort sind:
- Schützengesellschaft Göttingerode von 1948 e. V.
- Siedler-Interessengemeinschaft Göttingerode e. V.
- Tischtennisverein TTV Göttingerode

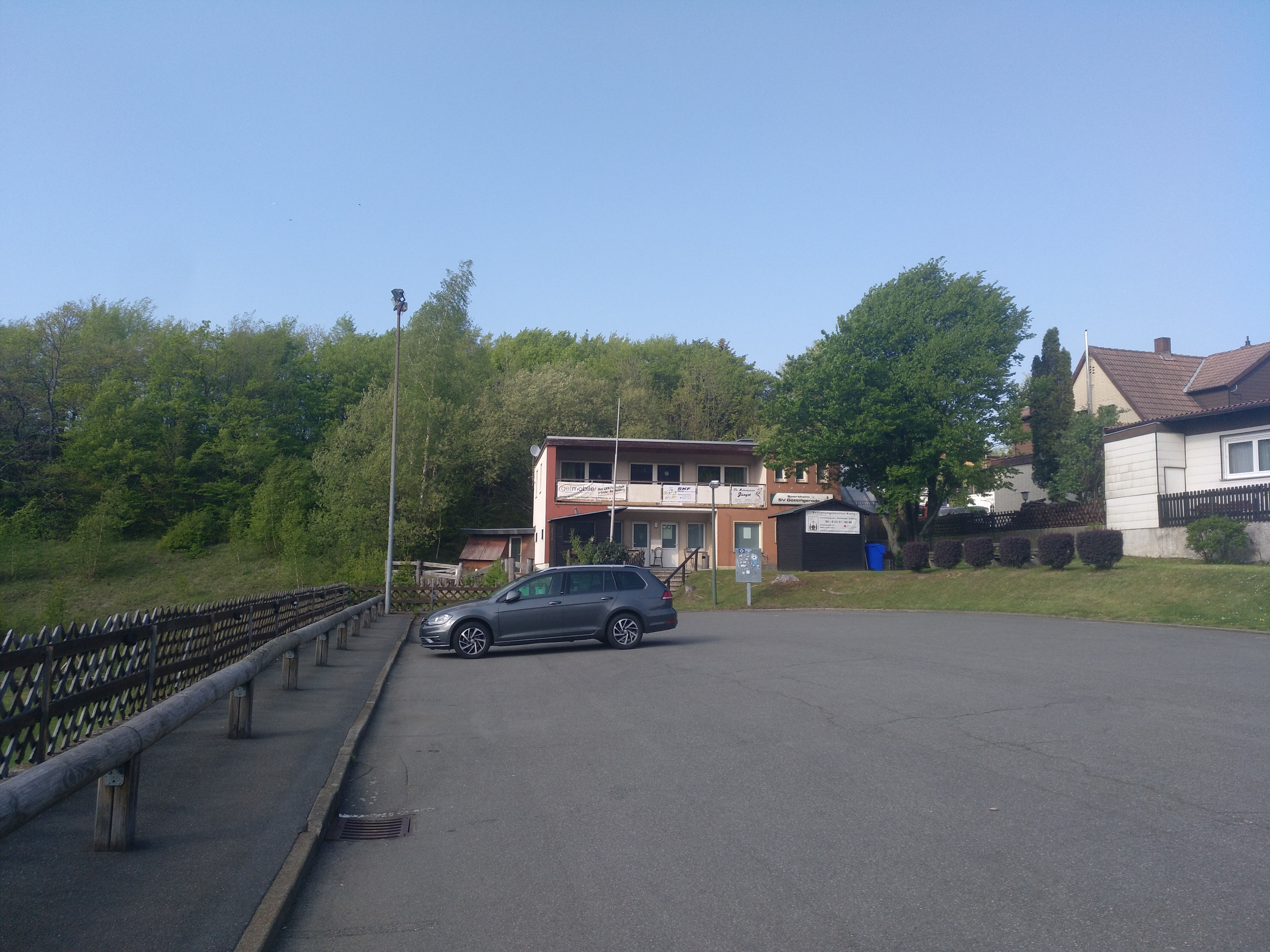
Vereinsheim des SV Göttingerode am Tönneckenkopf
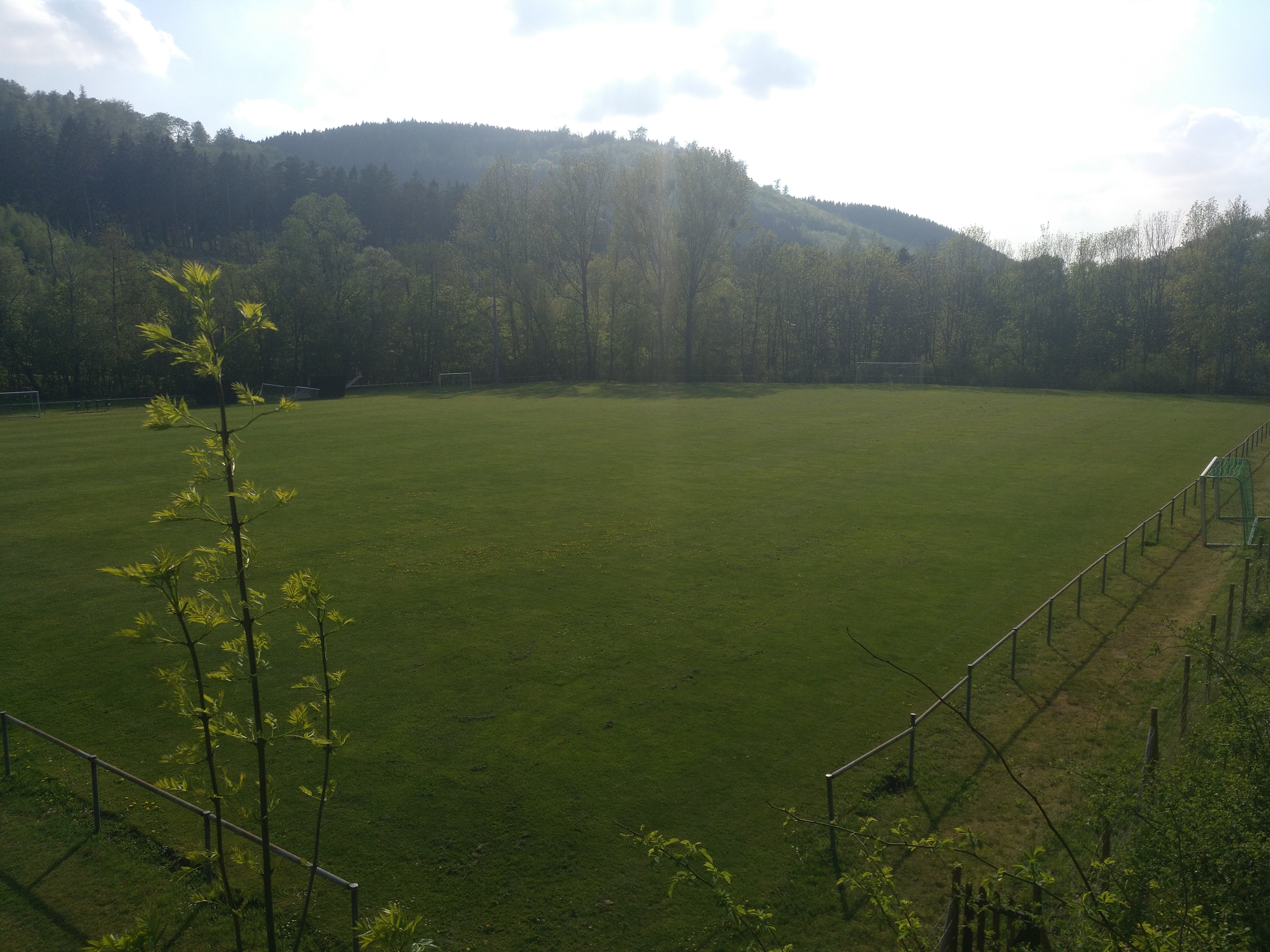
Fußballfeld am Westrand des Ortes, im Hintergrund der Adenberg

## Persönlichkeiten
- Wilhelm Baumgarten (1913–1996), Schuldirektor, späterer Bürgermeister (SPD) der Gemeinde Harlingerode und Präsident des Niedersächsischen Landtages von 1967 bis 1974, starb hier
- Horst Voigt (* 1933), Politiker (SPD), wohnt in Göttingerode und wirkte hier